# Trapped in the Closet
Trapped in the Closet ist der Titel eines mehrteiligen Musikfilms des US-amerikanischen R&B-Musikers R. Kelly. Er besteht aus 33 Kapiteln, die in drei Margen von 2005 bis 2012 veröffentlicht wurden.
Die Kapitel 1–12 im Jahr 2005, die Kapitel 13–22 im Jahr 2007 und die Kapitel 23–33 wurden im Jahr 2012 veröffentlicht. Im Jahr 2016 sagte R. Kelly in einem Interview, er habe 35 weitere Kapitel produziert, und diese würden im folgenden Jahr veröffentlicht werden.